# Ampelocissus pedicellata
Ampelocissus pedicellata là một loài thực vật hai lá mầm trong họ Nho. Loài này được Merr. miêu tả khoa học đầu tiên năm 1917.